# Картье, Пьер
Пьер Эми́ль Жан Картье́ (фр. Pierre Emile Jean Cartier; 10 июня 1932, Седан, Франция — 17 августа 2024, Маркуси, Эсон) — французский математик. Входил в группу Бурбаки, некоторое время работал вместе с Александром Гротендиком. Среди его интересов — алгебраическая геометрия, теория представлений, математическая физика и теория категорий.

## Биография
Учился в Высшей нормальной школе в Париже. Под руководством Анри Картана и Андре Вейля защитил диссертацию Dérivations et diviseurs en géométrie algébrique. Известен тем, что ввёл оператор Картье (см. Матрица Хассе-Витта#Когомологии) в алгебраической геометрии над полем конечной характеристики, а также работами по двойственности абелевых многообразий. В его честь названы дивизоры Картье.
С 1955 по 1983 год являлся членом группы Бурбаки.
С 1961 по 1971 год жил в Страсбурге. С 1971 по 1982 год — профессор Института высших научных исследований, затем — профессор École Polytechnique и, позднее, École Normale Supérieure. С 2012 года являлся членом Американского математического общества.
Умер в Маркуси 17 августа 2024 года в возрасте 92 лет.